# Geoffrey Malfleury
Geoffrey Malfleury (Aubervilliers, 20 gennaio 1988) è un calciatore francese, attaccante svincolato.